# Movimiento por el Cambio Económico
El Movimiento por el Cambio Económico (MEC; en sesoto: Sethala sa Kholiso ea Moruo) es un partido político en Lesoto.

## Resultados electorales
| Elecciones | Votos  | %    | Escaños | +/-   | Estatus   |
| ---------- | ------ | ---- | ------- | ----- | --------- |
| 2017       | 29,420 | 5.06 | 6/120   | Nuevo | Oposición |
| 2022       | 17,093 | 3.32 | 4/120   | 2     | Gobierno  |